# Irving Layton
Irving Layton (* 12. März 1912 in Târgu Neamț, Rumänien; † 4. Januar 2006 in Montréal; eigentlich Israel Pincu Lazarovici) war ein aus Rumänien stammender kanadischer Dichter und Autor. In seinen Werken behandelt er jüdisch-kanadische Erfahrungen.
Laytons Familie immigrierte 1913 nach Kanada. Er studierte zunächst am Macdonald Campus, Quebec, (B.Sc., 1939) und dann an der McGill University (M.A., 1946), zu welcher dieser Campus gehört. Im Zweiten Weltkrieg diente er bei der Royal Canadian Air Force, von 1945 bis 1960 war er als Lehrer und Hochschullehrer in Montreal tätig. Von 1970 bis 1978 war er Professor für Literatur an der York University in Toronto.
Laytons Gedichte sind lyrisch und romantisch im Ton und klassisch in der Form. Seine frühen Werke Here and Now (1945) und Now Is the Place (1948) enthalten beschreibende Poesie. In In the Midst of My Fever (1954) and The Cold Green Element (1955) drückt er seinen Hass auf die Bourgeoisie aus. Er vertrat die Meinung, dass Dichter ihre Leser beunruhigen und verstören sollten. Später wandte er sich von der sozialen Satire zur Sorge um die Conditio humana.
Irving Layton übte großen Einfluss auf die frühen Dichtungen Leonard Cohens aus. Beide waren freundschaftlich verbunden.

## Werke
Lyrik:
- Here and Now (1945)
- Now Is the Place (1948)
- In the Midst of My Fever (1954)
  - Ein Gedicht daraus, Übers. Hans Thill: In der Mitte meines Fiebers, in Anders schreibendes Amerika. Literatur aus Quebec. Hg. Lothar Baier. Das Wunderhorn, 2000, S. 185f.
- The Cold Green Element (1955)
- A Red Carpet for the Sun (1959)
- The Swinging Flesh. Poems and stories. (1961)
  - daraus Erzählung, Übers. Armin Arnold: Frömmigkeit, in: Moderne Erzähler der Welt: Kanada. Reihen-Nr. 51. Reihe "Geistige Begegnung" beim Institut für Auslandsbeziehungen Stuttgart. Edition Erdmann, 1976, S. 213–232
- Balls for a One-Armed Juggler (1963)
- For My Brother Jesus (1976)
- For My Neighbours in Hell (1980)
- Europe and Other Bad News (1981)
- Collected Poems (1965)
- A Wild Peculiar Joy. The collected poems of Iriving Layton. McClelland & Stewart, 1982

Prosa:
- Engagements (1972)
- Taking Sides (1978)